# Danuta Bartosiewicz
Danuta Maria Bartosiewicz (ur. 6 marca 1933 w Sosnowcu, zm. 18 listopada 2018 tamże) – polska nauczycielka, poseł na Sejm PRL VI kadencji.

## Życiorys
Córka Andrzeja i Marii. Ukończyła Liceum Pedagogiczne Towarzystwa Przyjaciół Dzieci w Sosnowcu. Kształciła się także w Studium Nauczycielskim w Cieszynie. Uczyła w Szkole Podstawowej i Liceum Ogólnokształcącym nr 1 w Sosnowcu. Była potem zastępcą dyrektora Szkoły Podstawowej nr 28 w Sosnowcu.
Przez wiele lat działała w Związku Harcerstwa Polskiego i w Związku Młodzieży Polskiej. W 1969 została radną Miejskiej Rady Narodowej w Sosnowcu. Zasiadała w zarządzie Związku Nauczycielstwa Polskiego. W 1972 uzyskała mandat posła na Sejm PRL w okręgu Sosnowiec. Była członkinią Komisji Oświaty i Wychowania.

## Odznaczenia
- Srebrny Krzyż Zasługi
- Srebrna Odznaka „Za Zasługi dla Rozwoju Województwa Katowickiego”